# Europeiska molekylärbiologiska laboratoriet
Det europeiska molekylärbiologiska laboratoriet (EMBL) är en europeisk mellanstatlig organisation som bedriver grundforskning och utbildning inom molekylärbiologi. Organisationen grundades år 1974 och har 22 medlemsstater.